# Mira – nadworna detektyw
Mira – nadworna detektyw (ang. Mira, Royal Detective, od 2020) – amerykański serial animowany wyprodukowany przez wytwórnie Wild Canary Animation i Technicolor Animation Productions. Serial wykonany techniką trójwymiarową CGI.
Premiera serialu odbyła się w Stanach Zjednoczonych 20 marca 2020 na amerykańskim Disney Junior. W Polsce serial zadebiutował 9 listopada 2020 na antenie Disney Junior.
12 grudnia 2019 zostało ogłoszone, że powstanie drugi sezon serialu przed debiutem pierwszej serii.

## Fabuła
Akcja serialu rozgrywa się w fikcyjnym królestwie o nazwie Jalpur w Indiach i opowiada o perypetiach ośmioletniej dziewczynki Miry, która ratuje z opresji młodego księcia. Jako nadworna pani detektyw przemierza całe królestwo, aby nieść pomoc członkom rodziny królewskiej. Wraz ze swymi towarzyszami – księciem Neelem, kuzynką Priyą oraz dwoma mangustami Mikku i Chikku przeżywają przygody.

## Obsada
- Leela Ladnier – Mira
- Kal Penn – Mikku
- Utkarsh Ambudkar – Chikku
- Freida Pinto – krolowa Shanti
- Hannah Simone – Pinky
- Jmeela Jamil – ciocia Pushpa
- Aasi Mandvi – Sahil
- Kamran Lucas – książę Neel
- Karan Brar – książę Veer
- Roshni Edwards – Priya

## Spis odcinków

### Seria 1 (2020–2021)
| Nr | Tytuł                                                                     | Tytuł polski                                                      | Premiera             | Premiera w Polsce                           |
| -- | ------------------------------------------------------------------------- | ----------------------------------------------------------------- | -------------------- | ------------------------------------------- |
| 1  | The Case of the Royal Scarf / The Case of the Missing Bicycle             | Sprawa zaginionego szala / Sprawa zagubionego roweru              | 20 marca 2020        | 9 listopada 2020                            |
| 2  | Mystery at the Puppet Show / The Mystery of the New Kid                   | Śledztwo w teatrzyku kukiełkowym / Tajemnica zaginionego kolczyka | 20 marca 2020        | 10 listopada 2020 (A) 11 listopada 2020 (B) |
| 3  | The Case of the Dance Off Disaster / Mystery at the Camel Fair            | Bardzo podejrzany konkurs tańca / Tajemnica na targu wielbłądów   | 27 marca 2020        | 12 listopada 2020 (A) 13 listopada 2020 (B) |
| 4  | The Undercover Princess Mystery / Mystery at the Fashion Show             | Księżniczka na tropie / Stylowe śledztwo                          | 3 kwietnia 2020      | 21 grudnia 2020                             |
| 5  | The Case of the Wrecked Recital / The Case of the Vanishing Vessels       | Sprawa odwołanego występu / Dziwny przypadek zaginionych łódek    | 10 kwietnia 2020     | 18 listopada 2020 (A) 19 listopada 2020 (B) |
| 6  | The Mongoose Cousin Mystery / The Marble Egg Mystery                      | Zagadka wysokich lotów / Zagubione jajo                           | 17 kwietnia 2020     | 18 grudnia 2020                             |
| 7  | The Case of the Secret Gift-Giver / Mystery at the Cooking Contest        | Tajemniczy darczyńca / Zagadka zaginionej miski                   | 24 kwietnia 2020     | 20 listopada 2020 (A) 23 listopada 2020 (B) |
| 8  | The Mysterious Polo Player / The Case of the Secret Treasure              | Tajemniczy gracz polo / Sekretny skarb                            | 1 maja 2020          | 24 listopada 2020 (A) 25 listopada 2020 (B) |
| 9  | The Case of the Chiseling Chiselers / A Patchwork Mystery                 | Na tropie zaginionej szabli / W pogoni za zagubionym klimem       | 8 maja 2020          | 26 listopada 2020 (A) 27 listopada 2020 (B) |
| 10 | Mystery at the Marketplace / Mystery in the Sand Dunes                    | Tajemnicze zniknięcie / Sekret piaskowych wydm                    | 15 maja 2020         | 10 maja 2021                                |
| 11 | Mikku and Chikku: Doll Detectives / The Case of the Moving Day Meddler    | Mikku i Chikku na tropie lalki / Tajemnica tropowych śladów       | 12 czerwca 2020      | 11 maja 2021                                |
| 12 | The Topsy Turvy Tiffin Mystery / Mystery at the Invention Fair            | Zamieszanie z pysznym daniem / Zagadka na jarmarku wynalazców     | 26 czerwca 2020      | 12 maja 2021                                |
| 13 | The Case of One Angry Chicken / A Tiny Tune Mystery                       | --- / ---                                                         | 17 lipca 2020        | nieemitowany                                |
| 14 | The Rakhi Mystery / Mystery Below the Palace                              | --- / ---                                                         | 30 lipca 2020        | nieemitowany                                |
| 15 | The Mystery of the Secret Room / The Mystery of the Magnificent Musicians | --- / ---                                                         | 28 sierpnia 2020     | nieemitowany                                |
| 16 | A Mystery Fit for a Queen / The Case of Pinky and the Goat                | Detektyw Shanti / Pinky na tropie                                 | 25 września 2020     | 13 maja 2021                                |
| 17 | A Seedy Mystery / Mystery at the Jalpur Games                             | Na tropie kamyczków / Tajemnica mistrzostw Jalpuru                | 9 października 2020  | 13 maja 2021                                |
| 18 | Mystery at the Gymnastics Show / The Case of the Curious Confetti         | --- / ---                                                         | 23 października 2020 | nieemitowany                                |
| 19 | The Great Diwali Mystery / The Case of the Curious Creature               | Zagadka święta Diwali / Sprawa tajemniczego stwora                | 6 listopada 2020     | 16 listopada 2020 (A) 17 listopada 2020 (B) |
| 20 | The Mikku Mystery / The Case of the Getaway Goats                         | --- / ---                                                         | 20 listopada 2020    | nieemitowany                                |
| 21 | The Case of the Mysterious Girl / Mystery on the Waterfront               | --- / ---                                                         | 4 grudnia 2020       | nieemitowany                                |
| 22 | The Case of the Missing Library Book / A Double Dosa Mystery              | --- / ---                                                         | 8 stycznia 2021      | nieemitowany                                |
| 23 | Mira's Birthday Mystery / The Great Art Mystery                           | --- / ---                                                         | 29 stycznia 2021     | nieemitowany                                |
| 24 | A Royal Detective Mystery / The Mystery of the Missing Crown              | --- / ---                                                         | 19 lutego 2021       | nieemitowany                                |
| 25 | The Holi Festival Mystery / Mystery on the Jalpur Express                 | --- / ---                                                         | 27 marca 2021        | nieemitowany                                |

### Seria 2 (od 2021)
| Nr | Tytuł                                                                    | Tytuł polski | Premiera             | Premiera w Polsce |
| -- | ------------------------------------------------------------------------ | ------------ | -------------------- | ----------------- |
| 26 | The Case of the Cunning Chameleon / The Great Polo Mystery               | --- / ---    | 5 kwietnia 2021      | nieemitowany      |
| 27 | Mira's Milestone Mystery / The Case of the Palace                        | --- / ---    | 12 kwietnia 2021     | nieemitowany      |
| 28 | The Case of Dimple's Lost Tooth / The Case of the Slumber Party Ghost    | --- / ---    | 19 kwietnia 2021     | nieemitowany      |
| 29 | Mystery Through the Front Window / The Case of the Fake Painting         | --- / ---    | 26 kwietnia 2021     | nieemitowany      |
| 30 | The Eid Mystery / The Case of the Pinched Paintbrush                     | --- / ---    | 3 maja 2021          | nieemitowany      |
| 31 | Mystery in the Sky / The Case of the Message in a Bottle                 | --- / ---    | 10 maja 2021         | nieemitowany      |
| 32 | The Case of the Lost Puppu / The Submarine Mystery                       | --- / ---    | 17 maja 2021         | nieemitowany      |
| 33 | The Case of the Lost Treehouse / The Case of the Vanishing Picnic        | --- / ---    | 24 maja 2021         | nieemitowany      |
| 34 | Mystery on the Overnight Train / The Case of the Broken Hand Pump        | --- / ---    | 14 czerwca 2021      | nieemitowany      |
| 35 | The Case of the Runaway Tabla / The Bike Day Mystery                     | --- / ---    | 28 czerwca 2021      | nieemitowany      |
| 36 | Mystery at the Naiyapuram Palace / Mystery at the Sweet Sale             | --- / ---    | 12 lipca 2021        | nieemitowany      |
| 37 | The Teej Festival Mystery / Mystery at the Rangoli Competition           | --- / ---    | 26 lipca 2021        | nieemitowany      |
| 38 | The Great Kathak Mystery / The Mystery of the Missing Parts              | --- / ---    | 9 sierpnia 2021      | nieemitowany      |
| 39 | The Fluffy Pillow Mystery / The Mystery of the Missing Jhumkas           | --- / ---    | 16 sierpnia 2021     | nieemitowany      |
| 40 | The Case of the Secret Singing Star / The Mystery of the Missing Train   | --- / ---    | 23 sierpnia 2021     | nieemitowany      |
| 41 | The Case of the Disoriented Duckling / The Mystery of the Legendary Cave | --- / ---    | 13 września 2021     | nieemitowany      |
| 42 | The Dandiya Dance Mystery / The Case of the Funky Fountain               | --- / ---    | 27 września 2021     | nieemitowany      |
| 43 | The Dasara Festival Mystery / The Puppy Dog Detective Mystery            | --- / ---    | 18 października 2021 | nieemitowany      |
| 44 | The Case of the Mysterious Necklace / The Great Donkey Mystery           | --- / ---    | 25 października 2021 | nieemitowany      |
| 45 | The Case of the Missing Lehenga Choli / The Case of the Mysterious House | --- / ---    | 1 listopada 2021     | nieemitowany      |
| 46 | The Case of the Secret Code / Mystery at the Snake Boat Race             | --- / ---    | 29 listopada 2021    | nieemitowany      |